# Mario Oporto
Mario Néstor Oporto (Ciudad Autónoma de Buenos Aires, 28 de septiembre de 1952) es un político y profesor de historia argentino que se desempeñó como diputado de la Nación por la Provincia de Buenos Aires, y forma parte del bloque del Frente para la Victoria. Comenzó su función legislativa en el mes de diciembre de 2011 y finalizó el 10 de diciembre de 2015. Actualmente se desempeña como Subsecretario de Relaciones Institucionales e Internacionales dependiente de la Jefatura de Gabinete de Ministros de la Provincia de Buenos Aires. 
En el ámbito de la Cámara Baja, preside la Comisión de Comunicaciones e Informática, a la vez que integra las de Población y Desarrollo; Educación; Ciencia y Tecnología; y Mercosur. Además es titular del Grupo Parlamentario de Amistad con Perú.
Llegó al Congreso Nacional con una vasta experiencia en cargos ejecutivos en el más alto nivel del Gobierno bonaerense. Estuvo al frente de la Dirección General de Cultura y Educación de la Provincia de Buenos Aires (DGCYE) durante dos períodos entre el año 2001 y el 2005 y luego nuevamente entre el 2007 y el 2011.
En 2005 fue Senador electo de la Provincia de Buenos Aires, cargo que dejó por haber sido convocado al Ejecutivo Provincial. Entre el año 2005 y el 2007 se desempeñó como Jefe de Gabinete de Ministros de la Provincia de Buenos Aires.
Se desempeñó como Director General de Cultura y Educación de la Provincia de Buenos Aires (DGCYE) desde 2007 hasta 2011 cuando fue elegido Diputado Nacional por la Provincia de Buenos Aires, cargo que ejerció hasta 2015.

## Estudios
Mario Oporto es profesor de Historia, con título obtenido en el Instituto Superior del Profesorado "Dr. Joaquín V. González" de Buenos Aires en 1976, año en que recibió Medalla de Oro otorgada por la Academia Nacional de la Historia por ser Egresado de Mayor Promedio.

## Militancia
Desde su juventud fue militante del Partido Justicialista. En los años noventa, fundó la Agrupación Peronista Movimiento junto a los dirigentes Juliana Di Tullio y dirigente Edgardo Binstock. Se ha desempeñado como presidente del Partido Justicialista de la ciudad de Morón y fue elegido senador provincial por esa fuerza política en las elecciones provinciales de 2005, aunque renunció a su mandato para asumir como Jefe de Gabinete de la Provincia de Buenos Aires.

### Movimiento Manuel Dorrego
En el año 2010 Mario Oporto creó el Movimiento Manuel Dorrego con el objetivo de generar un espacio político a través del cual pueda colaborar desde la provincia de Buenos Aires con el proyecto nacional. Según Oporto el nombre de Manuel Dorrego lo definieron porque "fue un gobernador de la Provincia que fue un federal democrático con proyecto nacional y sanmartiniano, que pensaba en la unidad de América Latina".

### SUD
Desde el Movimiento Manuel Dorrego, nace SUD (Soberanía, Unidad y Democracia), un espacio de pensamiento que busca apoyar una corriente de pensamiento latinoamericano, con una base e influencia en los pensadores de regionales y un fuerte componente ideológico basado en la soberanía, en la integración latinoamericana y el concepto fundamental de “Patria Grande” como idea rectora de los objetivos políticos.

## Función pública
En 1987 comenzó su carrera en la función pública como Director General de la Secretaría de Gobierno de la Municipalidad de Morón, en la que a partir de 1989 se desempeñó con el cargo de Subsecretario de Gobierno hasta abril de 1990.
A partir de 1990 inició su carrera gubernamental en el área de educación desempeñándose como Jefe de la Unidad de Cooperación Técnica Internacional en el Consejo Nacional de Educación Técnica (CONET), Ministerio de Cultura y Educación de Argentina.
Entre agosto y diciembre de 1992 fue asesor de la Subsecretaría de Formación Profesional del Ministerio de Trabajo y Seguridad Social de la Nación.
Entre 1992 y 1995, fue Subsecretario de Población del Ministerio del Interior. Durante este período Mario Oporto desarrolló una intensa actividad en áreas de la administración pública enfocadas al desarrollo demográfico. Así, en 1993 fue presidente del Comité Intergubernamental de la República Argentina que elaboró el Informe Nacional sobre Población para la Conferencia Internacional sobre la Población y el Desarrollo. Además representó a la República Argentina en la Conferencia Regional Latinoamericana y del Caribe sobre Población y Desarrollo de la CEPAL, en México DF (1993), y fue el Jefe de la Representación Argentina en las Segundas Sesiones Preparatorias de la Conferencia Internacional sobre La Población y el Desarrollo, realizadas en la sede de Naciones Unidas, en Nueva York.
En el mes de mayo de 1994 representó a la Argentina en las Terceras Sesiones Preparatorias de la Conferencia Internacional sobre La Población y el Desarrollo, otra vez en la sede neoyorkina de Naciones Unidas; y en el mes de septiembre de ese mismo año representó al país en la Conferencia Internacional sobre la Población y el Desarrollo de las Naciones Unidas, que se llevó a cabo en la ciudad de El Cairo, Egipto.
Desde diciembre de 1995 hasta julio de 1998 fue Secretario de Educación y Cultura de la Municipalidad de Hurlingham y luego fue convocado a desempeñarse como Subsecretario de Desarrollo Socio-Demográfico del Ministerio de Gobierno de la Provincia de Buenos Aires, cargo que ejecutó hasta diciembre de 1999.
En 1999 fue designado Subsecretario de Educación de la Dirección General de Cultura y Educación de la Provincia de Buenos Aires, cargo que ocupó hasta diciembre de 2001 cuando asumió como Director General de Cultura y Educación de la Provincia de Buenos Aires. Estuvo al frente de la cartera educativa provincial hasta el año 2005.
En su extensa carrera política también suma haber sido elegido Senador por la Primera Sección en los comicios de renovación parlamentaria del año 2005. Sin embargo en ese año fue elegido por el gobernador de la Provincia de Buenos Aires, Felipe Solá, como Jefe de Gabinete de Ministros, función que desempeñó entre diciembre de 2005 y diciembre de 2007.
En el año 2007 volvió a ser designado al frente de la Dirección General de Cultura y Educación esta vez por el gobernador Daniel Scioli, cumpliendo su cargo hasta la finalización del mandato en 2011.
En las elecciones de 2011, Mario Oporto se presentó como candidato a Diputado Nacional por la provincia de Buenos Aires, siendo tercero en la lista del Frente para la Victoria / Partido Justicialista, y logrando una banca en la cámara baja del Congreso Nacional.

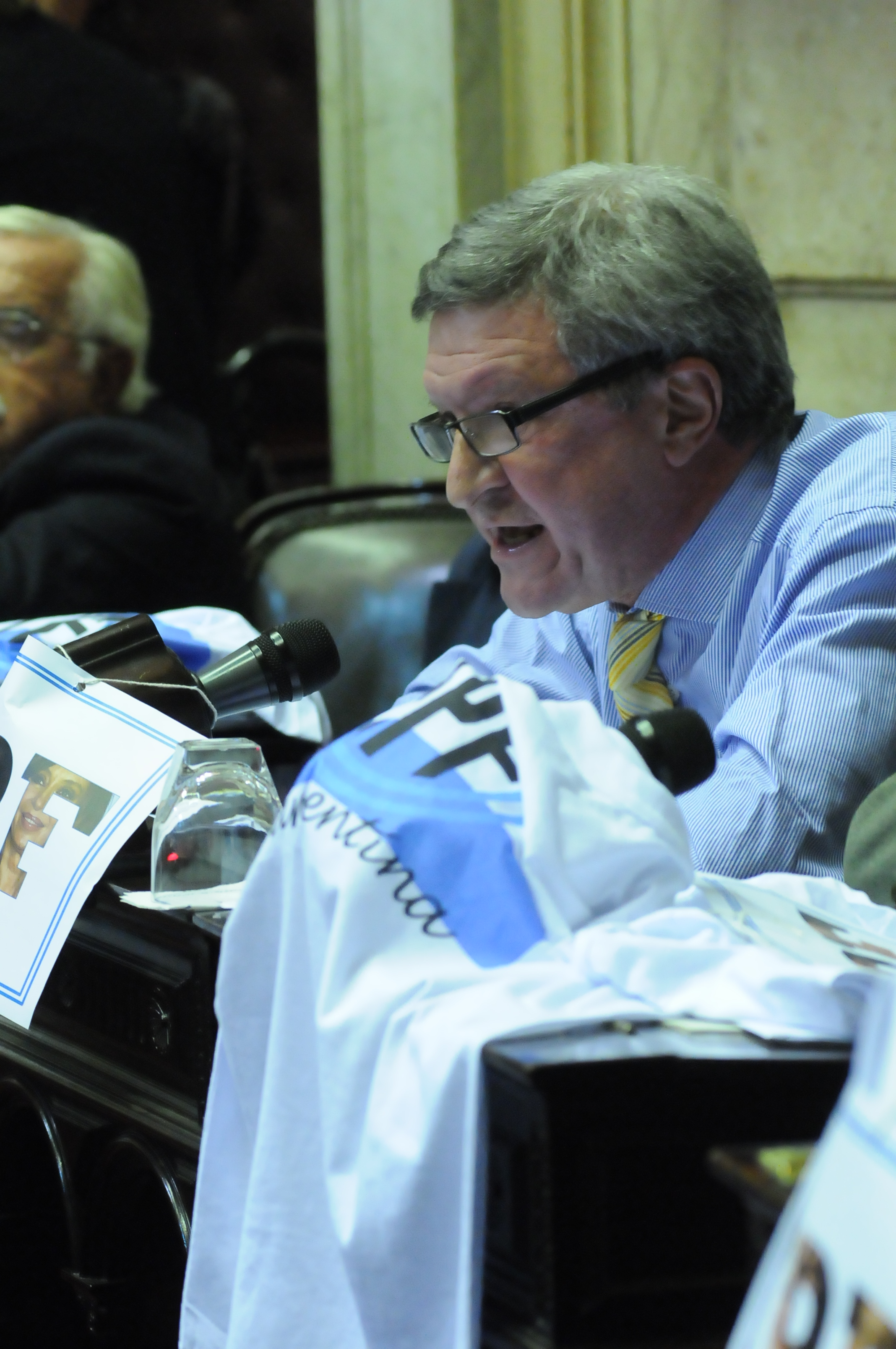
Mario Oporto en el recinto de Diputados del Congreso de la Nación.

## Actividad Académica y docente
Abrazó la actividad académica y docente desde joven. De hecho, fue profesor de la Carrera de Historia Americana Contemporánea e Historia de América Colonial en el nivel terciario del Instituto Nacional Superior del Profesorado “Joaquín V. González de la ciudad de Buenos Aires, entre 1981 y 1993 y como profesor de Historia en el nivel medio en la Escuela Superior de Comercio Carlos Pellegrini dependiente de la Universidad de Buenos Aires, y el Colegio Ward (de gestión privada).
Desde hace varios años es profesor de nivel universitario, desempeñándose en diversas casas de estudio como la Universidad de Morón, la Universidad del Salvador, Universidad Nacional de Luján, Universidad de Buenos Aires, Universidad de Bolonia, Universidad de La Plata, Universidad de Lanús, entre otras instituciones.

## Actividad como Investigador y Consultor
Oporto se desempeñó como investigador a lo largo de su carrera como profesor habiendo realizado trabajos en el Centro de Estudios Migratorios Latinoamericanos (CEMLA), el Consejo Nacional de Investigaciones de Italia (CNR) y el Equipo de Investigación sobre la Inmigración Italiana.
Además desarrolló una experiencia como Consultor en el Programa de Fortalecimiento de la Educación Superior, un proyecto de la Organización de Estados Americanos (OEA) y el Ministerio de Cultura y Educación de la República Argentina, en la Modernización de la Enseñanza Técnica y la Formación Profesional para el Programa de las Naciones Unidas para el Desarrollo (PNUD), y como Coordinador del Proyecto "El Impacto de las Migraciones en las Obras Sociales. Organización Internacional de las Migraciones" para la Organización de las Naciones Unidas (ONU).

## Actividad como Autor
En el año 2011 publicó "De Moreno a Perón", un libro que ahonda en el pensamiento y la independencia latinoamericana. Oporto realizó una serie de presentaciones del libro por diversos distritos del país.
"De Moreno a Perón" realiza un repaso por las ideas de pensadores como Manuel Belgrano, Manuel Dorrego, Monteagudo, José de San Martín, José Hernández, Alberdi, Jauretche, Scalabrini Ortiz, Manuel Ugarte, entre otros argentinos “latinoamericanistas” que se reúnen en este libro coincidiendo en temas centrales como la independencia, la soberanía y la unión solidaria entre los países del continente. El libro rastrea las huellas del pensamiento argentino sobre América Latina para revelar la actualidad sorprendente que puede hallarse en su historia. Se trata de un trabajo de carácter genealógico pero también de una experiencia compositiva en la que el autor excava en el pasado bibliográfico de grandes textos políticos para someterlos a una lectura luminosa.
"De Moreno a Perón" es una plataforma de vinculaciones entre los hechos políticos ocurridos desde la colonia y el testimonio por escrito de quienes los predijeron, los realizaron y los estudiaron.
Oporto explicó que se trata “de un libro de política” y destacó la necesidad de corrernos del eje eurocentrista y empezar a mirar hacia el interior de nuestro país. En el prólogo de la obra destaca:  “la idea de que los argentinos nos formamos conociendo más de Europa que de nuestro propio territorio pueda parecer, de tan repetida, un lugar común. También Jauretche recordó que en las escuelas los chicos aprenden cómo desborda el Nilo, pero no saben por qué desborda el Salado. Ese es un componente de nuestra historia y de nuestro imaginario. Pero también podemos decir que, cuando se habla de América Latina, resuenan con mucha facilidad, rapidez y orgullo distintas maneras de nombrar al territorio, que nos impulsan a profundizar un poco más las reflexiones que se produjeron en la Argentina sobre la unidad sudamericana, una realidad sistemáticamente declamada y postergada como hecho”.